# Земскова, Мария Васильевна
Мария Васильевна Земскова (10 октября 1931, Русский Качим, Средневолжский край — 17 марта 1990, Красная Поляна, Ульяновская область) — советский хозяйственный, государственный и политический деятель, Герой Социалистического Труда.

## Биография
Родилась 10 октября 1931 года в селе Красная Поляна Барышского района (по другим данным — Русский Качим Сосновоборский район Пензенская область). 
Член КПСС с 1967 года.
С 1948 года — на хозяйственной, общественной и политической работе. В 1948—1990 гг. — свинарка колхоза «Правда» Барышского производственного колхозно-совхозного управления, колхоза «Правда» Красная Поляна Барышского района Ульяновской области.
Указом Президиума Верховного Совета СССР от 22 марта 1966 года присвоено звание Героя Социалистического Труда с вручением ордена Ленина и золотой медали «Серп и Молот».
Избиралась депутатом Верховного Совета РСФСР 6-го созыва.
Умерла 17 марта 1990 года.